# Myrmeciza hyperythra
Myrmeciza hyperythra е вид птица от семейство Thamnophilidae.

## Разпространение
Видът е разпространен в Боливия, Бразилия, Еквадор, Колумбия и Перу.